# Пшесполев-Косьцельни
Пшесполев-Косьцельни (пол. Przespolew Kościelny) — село в Польщі, у гміні Гміна Цекув-Кольонія Каліського повіту Великопольського воєводства.
Населення — 197 осіб (2011).
У 1975-1998 роках село належало до Каліського воєводства.

## Демографія
Демографічна структура станом на 31 березня 2011 року:
|          | Загалом | Допрацездатний вік | Працездатний вік | Постпрацездатний вік |
| -------- | ------- | ------------------ | ---------------- | -------------------- |
| Чоловіки | 97      | 17                 | 64               | 16                   |
| Жінки    | 100     | 16                 | 48               | 36                   |
| Разом    | 197     | 33                 | 112              | 52                   |